# Beato Ferretti en éxtasis

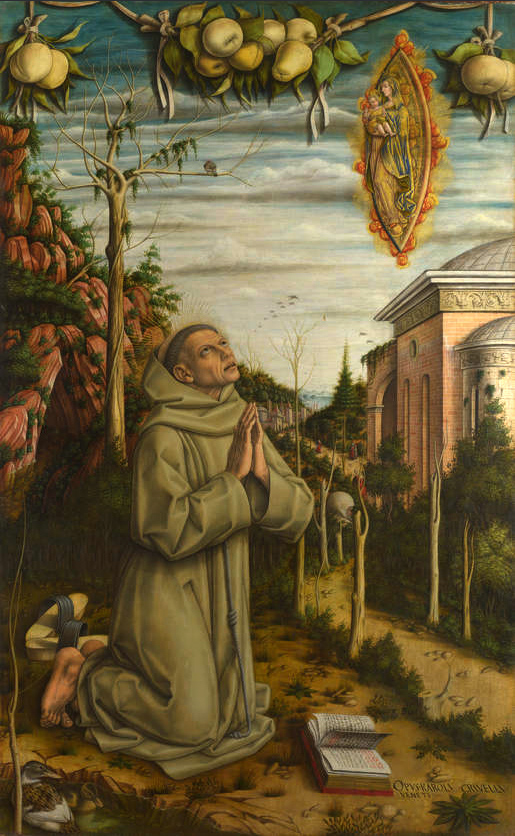
Beato Ferretti en éxtasis.

El Beato Gabriele Ferretti en éxtasis es un cuadro al temple y dorado sobre tabla (141 x 87 cm) de Carlo Crivelli, datado en 1485-1489 aproximadamente y conservado en la The National Gallery de Londres. Está firmado OPVS CAROLI CRIVELLI VENETI y colocado originariamente en la iglesia de San Francesco ad Alto de Ancona.

## Historia
Gabriele Ferretti pertenecía a una noble y poderosa familia anconetana; a los dieciocho años entró en la Orden de Frailes Menores franciscanos y fue a vivir en el convento anconetano de San Francesco ad Alto, donde estudió filosofía y teología. Pronto se hizo conocido por su humildad y fe; según la tradición, tenía a menudo apariciones místicas de la Virgen y con su bendición curó muchos enfermos. Luego acabó como el fraile guardián del convento y, desde 1425, promovió mejoras arquitectónicas en la iglesia y el monasterio. A su muerte, en 1456, tuvo un humilde sepelio, en la desnuda tierra, hacia la izquierda de la puerta de la iglesia.
En 1489 el papa Inocencio VIII, siguiendo el deseo de la familia Ferretti y de la iglesia anconetana, ordenó que se diera al fraile un sepelio monumental, y entre las diversas obras realizadas para la ocasión, Crivelli pintó esta obra, encargada por la familia. Se considera que la tabla pudo haber sido pintada entre 1485, año del reconocimiento de la tumba de Gabriele, y la solemne traslación en 1489.
En 1777 la pintura ya no estaba en la iglesia, sino en la capilla privada del palacio Ferretti en Ancona. Posteriormente, en 1858, fue vendida y se la encuentra en la colección Barker: de su venta se conserva un folleto que habla de "quadri vendibili del fu Cav.re Ferretti esistenti in Ancona". El ingreso en el museo londinense se remonta a 1861.

## Descripción y estilo
El beato aparece de rodillas y en éxtasis ante una aparición de la Madonna con el Niño dentro de una mandorla dorada con querubines, según un modelo que recuerda, no al azar, la escena de San Francisco de Asís recibiendo los estigmas. Cerca de él se encuentran sus sandalias y el libro sagrado abierto que estaba leyendo antes de la visión. El episodio forma parte de la hagiografía del beato y está ambientado en el jardín del convento de San Francesco ad Alto sobre la colina Astagno de Ancona, monasterio en el cual vivió, retratado al lado de la iglesia homónima que era el destino de la tabla. En primer plano a la izquierda, en el borde de un estanque, nadan una pata y su patito; sobre el árbol escuálido que hay detrás del beato, un jilguero de espaldas. En la lejanía se entreve la costa adriática y las murallas almenadas de la ciudad de Ancona. Hay una diferencia profunda de altura entre el lugar en el cual el beato está arrodillado y el camino detrás, en el cual asoma la cabeza de un monje cubierto con capucha, creando un extraño efecto de perspectiva fuera de escala. Una guirnalda de frutas ilusionista está suspendida del marco superior de la tabla y proyecta una sombra evidente sobre la pintura.
Un cierto realismo expresivo, en la figura del beato, en la descripción de objetos como sus sandalias y el libro en el suelo, o de animales como la pata en primer plano, es contrapuesto por el artista con elementos de abstracta decoración, como la guirnalda de hojas y fruta, legado del arte paduano y elemento común en el arte de Crivelli. Abandonado el fondo de oro, es sustituido por una naturaleza mostrada gráficamente, haciendo prevalecer el contorno y las formas agrestes de la montaña, del árbol desnudo, los bosques tupidos. La firma de Crivelli se encuentra escrita sobre el suelo, abajo a la derecha.
Algunos elementos de la pintura tienen significado simbólico, como las manzanas de la guirnalda (alude al pecado original y a la misión redentora de Jesús) y el jilguero (símbolo de la Pasión de Cristo, habitual en la pintura italiana) posado sobre el árbol seco que parece recuperar vida a su contacto.